# جوایز کیو
جوایز کیو، مراسم سالانه موسیقی انگلستان است که توسط مجله موسیقی کیو اعطا می‌شود. از آنجایی که آنها در سال 1990 شروع به کار کردند، جوایز کیو به یکی از بزرگترین و مشهورترین جوایز موسیقی بریتانیا تبدیل شده‌است. مکان‌های برگزاری مراسم اهدای جوایز عبارتند از: ابی رود استودیوز و اخیراً The Ballroom of Park Lane.
یکی از رویدادهای مهم این جوایز، مراسم سال ۲۰۰۴ بود که در آن التون جان، پس از نامزد شدن برای دریافت جایزه بهترین اجرای زنده، مدونا را به لب زنی بر روی استیج متهم کرد.
مراسم جوایز کیو شامل جوایز متعددی است که طول عمر موفقیت را لایق دریافت جایزه می‌داند، نه صرفاً دستاوردها و فعالیت‌های سال گذشته را. در سال‌های اخیر، جوایز «طول عمر» معمولاً بیشتر از جوایز فعلی است.